# Högsby
Högsby är en tätort i Småland och centralort i Högsby kommun, Kalmar län, kyrkby i Högsby socken.

## Historik
Högsby anses ha haft bofast befolkning sedan tidig järnålder och var centralort i Handbörds härad.  En kyrka byggdes på 1200-talet. Flera ortnamn i samhället antyder en vikingatida betydelse, som Odensvi, Frövi och Huseby. 
Högsby socken, ("parochijs... Høxby") omnämns 1337, Högsby kyrka ("ecclesie Høxby", "curato in Høxby") och Högsby by första gången 1351 ("in Hoxby"). Förleden kan syfta på grav- eller tingshögar.
Under 1500-talet bestod Högsby av 2 mantal skattejord, 1/2 mantal frälse, samt en arv och eget gård, som tidigare omkring 1495 tillhört Sten Sture den äldre. Den redovisas senare från 1541 endast som utjord. 1559 inrättades avelsgården Högsby gård genom att prästgården i Högsby slogs samman med kungens tidigare jord jämte en rad mindre kungen tillhöriga jordar. Redan 1562 upphörde dock avelsgården och Högsby gård blev åter prästgård.
Högsby är ett centrum för jordbruksnäringen kring Emån och dess dal. Den historiska kärnan ligger mellan två viktiga vadställen över Emån, och det finns flera fina stenvalvsbroar bevarade, som Tingebro, Kyrkebro och Kvillebro. Delar av den gamla landsvägens sträckning längs Emådalen finns fortfarande kvar i nuvarande Storgatan och dess funktion kvarstår i dagens Riksväg 34. Samhället fick järnväg i slutet av 1800-talet när Kalmar - Berga järnväg öppnades och har i dag järnvägsförbindelser mot Kalmar i söder och mot Linköping i norr där Kustpilen går. Emåns fallhöjd genom samhället har nyttjats historiskt som kraftkälla och det finns idag en damm och ett kraftverk för elproduktion centralt i samhället.

### Befolkningsutveckling
| Befolkningsutvecklingen i Högsby 1960–2020 | Befolkningsutvecklingen i Högsby 1960–2020 | Befolkningsutvecklingen i Högsby 1960–2020 | Befolkningsutvecklingen i Högsby 1960–2020 | Befolkningsutvecklingen i Högsby 1960–2020 |
| ------------------------------------------ | ------------------------------------------ | ------------------------------------------ | ------------------------------------------ | ------------------------------------------ |
|                                            |                                            |                                            |                                            |                                            |
| År                                         |                                            |                                            | Folkmängd                                  | Areal (ha)                                 |
| 1960                                       | 1960                                       |                                            | 1 544                                      |                                            |
| 1965                                       | 1965                                       |                                            | 1 670                                      |                                            |
| 1970                                       | 1970                                       |                                            | 1 728                                      |                                            |
| 1975                                       | 1975                                       |                                            | 1 797                                      |                                            |
| 1980                                       | 1980                                       |                                            | 2 027                                      |                                            |
| 1990                                       | 1990                                       |                                            | 2 031                                      | 264                                        |
| 1995                                       | 1995                                       |                                            | 2 170                                      | 266                                        |
| 2000                                       | 2000                                       |                                            | 1 940                                      | 266                                        |
| 2005                                       | 2005                                       |                                            | 1 965                                      | 266                                        |
| 2010                                       | 2010                                       |                                            | 1 881                                      | 265                                        |
| 2015                                       | 2015                                       |                                            | 1 923                                      | 260                                        |
| 2020                                       | 2020                                       |                                            | 1 971                                      | 264                                        |
|                                            |                                            |                                            |                                            |                                            |

## Samhället
Högsby som samhälle ingår i ett riksintressant kulturmiljöområde längs Emådalen och präglas av de topografiska förutsättningarna där Högsbyåsen möter Emån. Den historiska kärnan från 1800- och tidigt 1900-tal är koncentrerad till Storgatan som löper längs åskrönet med vyer ut över omgivande å och slättbygder. Genom sitt läge vid Emån drabbas samhället regelbundet av översvämningar trots att hela ån är invallad. Framförallt brukar många villakällare som ligger nära ån vara drabbade under våren.
Under de senaste åren[när?] har Högsby försökt lansera sig som en "knutpunkt" då Riksväg 34 och Riksväg 37 går rakt igenom samhället. Bland annat har flera lågprisvaruhus öppnat i utkanten av samhället längs riksvägarna under senare år. Det finns även ett resecentrum med tågförbindelser till Kalmar och norrut mot Hultsfred/Linköping, samt lokala och regionala busslinjer. 
I Högsby ligger Greta Garbo-museet, vilket har att göra med att hennes mor kom från Högsby. Det finns också ett 1917 invigt tingshus, som numera är kommunhus, i nationalromantisk stil på västra sidan om ån, liksom en hembygdsgård i Lanhagen vid Emåns strand.

### Bankväsende
En sparbank för området kallad Högsby och Långemåla sparbank grundades 1838 och upphörde 1882. En ny sparbank, Högsby sparbank, grundades 1895 och är fortfarande en fristående sparbank.
Högsby folkbank grundades 1872. Den övertogs år 1904 av Kalmar enskilda bank som därmed etablerade ett avdelningskontor på orten. Kalmarbanken uppgick ett par år senare i Bankaktiebolaget Södra Sverige som senare blev en del av Svenska Handelsbanken. År 1920 uppfördes Smålands enskilda banks byggnad i Högsby för Smålands enskilda bank. Smålandsbankens kontor drogs in under 1900-talet.
Handelsbanken stängde sitt kontor den 1 april 2019. Därefter fanns sparbanken kvar.